# Diego José Abad
Diego José Abad (* 1. Juni 1727 in La Lagunita bei Jiquilpan de Juárez, Michoacán, Mexiko; † 30. September 1779 in Bologna, Italien) war Jesuit, Schriftsteller, Pädagoge und Humanist im kolonialzeitlichen Mexiko – das damals zu Neuspanien gehörte – und später in Italien.

## Leben
Diego José Abad wurde zuerst bei Hauslehrern ausgebildet und studierte anschließend mit ausgezeichnetem Erfolg Literatur und Philosophie an der Jesuitenakademie San Ildefonso in Mexiko-Stadt. Am 24. Juli 1741 trat er in den Jesuitenorden ein und wurde am 3. Oktober 1751 in Mexiko-Stadt ordiniert. Er wirkte als Lehrer der Rhetorik, Philosophie, Theologie, des kanonischen Rechts und des Zivilrechts an Jesuitenschulen in Mexiko-Stadt, Zacatecas sowie Querétaro und genoss bei seinen Studenten wie seinen Lehrerkollegen einen guten Ruf. In seinen Kursen führte er auch neue Unterrichtsmethoden ein und gestaltete insbesondere seine Rhetorikstunden mit einem humanistischen Ansatz. Aufgrund des intensiven Engagements für seine Arbeit war er schon im Alter von 40 Jahren gesundheitlich angegriffen. Mit den ungenügenden Behandlungsmethoden der Ärzte unzufrieden, studierte Abad selbst Medizin und dürfte sich durch das dabei erworbene Wissen seine Lebenszeit um einige Jahre verlängert haben.
Als die Jesuiten 1767 durch einen Erlass des spanischen Königs Karl III. aus Neuspanien vertrieben wurden, bekleidete Abad gerade den Posten eines Rektors an der Jesuitenschule San Francisco Xavier in Querétaro. Er wanderte nach Italien aus, lebte zuerst in Ferrara und später in Bologna, wo er 1779 starb.

## Werke
In Mexiko und besonders in Italien widmete sich Abad der Schriftstellerei und verwendete dabei die lateinische, spanische und italienische Sprache. So verfasste er Dichtungen zu verschiedenen Themen. Sein wichtigstes Werk ist das didaktische Gedicht De deo, deoque homine heroica, an dem er während seiner Tätigkeit in Querétaro zu schreiben begonnen hatte und das er in Italien fertigstellte. Es ist in lateinischen Hexametern verfasst und zerfällt in zwei Teile: eine theologische Abhandlung und eine Lebensgeschichte Jesu von Nazaret. Es wurde mehrmals unter verschiedenen Titeln ediert, zuerst durch den Oratorianer J.-B. Gamarra y Dávalos als Musa Americana, seu de Deo carmina in 29 Gesängen ohne Angabe des Namens des Autors (Cádiz 1769). Dann veröffentlichte Abad das Werk selbst als De deo homine heroica unter dem Pseudonym Jacobi Josephi Labbe Selenopolitani (Venedig 1773; Ferrara 1775). Schließlich wurde die maßgebliche Auflage als De deo, deoque homine heroica in 43 Gesängen posthum unter dem richtigen Namen und mit einer biographischen Skizze des Autors von Manuel Fabri publiziert (Cesena, 1780). Das Gedicht fand viele Bewunderer und wurde von Fr.-X. Lozano in spanische Verse übersetzt (Barcelona 1788). Benjamín Fernández Valenzuela besorgte 1974 unter dem Titel Poema heroico eine Neuübersetzung des Werkes. 
1750 verfasste Abad anlässlich der Weihe einer Jesuitenkirche in Zacatecas das Gedicht Rasgo épico descriptivo de la fábrica y grandezas del templo de la Compañía de Jesús en Zacatecas in achtzeiligen Strophen in der Art des spanischen Lyrikers Luis de Góngora. Er übersetzte auch teilweise Vergils Aeneis ins Kastilische, ebenso dessen achte Ekloge.
Außer Gedichten schrieb Abad Abhandlungen über Theologie, Philosophie, Mathematik und Geographie. 1775 gab er einen vierbändigen Cursus philosophicus (Philosophischer Kursus) heraus. Er verfasste auch unter seinem Pseudonym Jacobi Josephi Labbe Selenopolitani eine Dissertatio ludicro-seria num possit aliquis extra Italiam natus bene latine scribere (Padua 1778) als geistreiche und unwiderlegbare Antwort auf eine scherzhafte Bemerkung von G.-B. Roberti, dass nur Italiener die lateinische Sprache gut beherrschen würden.
Weitere Werke von Abad:
- Compendio de álgebra
- Tratado del conocimiento de Dios (auf Italienisch)
- Geografía hidrográfica (über bedeutende Flüsse der Erde)
- De Livino Meyer, el alma y su inclusión in the pequeñez del cuerpo
- El embrollado problema de las matemáticas resuelto
- Disertación cómico seria acerca de la cultura latina de los extranjeros
- Himnos del oficio de San Felipe de Jesús